# Dicite all'avvocato/Nun ce sarrà dimane
Dicite all'avvocato/Nun ce sarrà dimane, pubblicato nel 1963, è il quinto singolo di Mario Merola

## Descrizione
Il disco contiene due cover.

## Tracce
Lato A
- Dicite all'avvocato (Mallozzi - Cardinale - Sciotti)

Lato B
- Nun ce sarrà dimane